# Thapelo Morena
Thapelo Morena est un footballeur international sud-africain né le 6 août 1993 à Randfontein. Il évolue au poste d'arrière droit à Mamelodi Sundowns.

## Biographie

### En club
Il commence sa carrière professionnelle en 2013 avec Bloemfontein Celtic, son club formateur. Il joue son premie rmatch le 3 novembre face à Maritzburg United (0-0). Il marque son premier but le 15 avril 2014 lors d'une victoire 5-0 face à Mamelodi Sundowns. Il remporte la Coupe d'Afrique du Sud en 2014-2015.
En août 2016, il s'engage 5 ans avec Mamelodi Sundowns. Il fait ses débuts en MTN 8 le 11 septembre face à Chippa United (0-0). Il réalise un doublé le 11 février 2017 lors d'un victoire 6-0 contre Orlando Pirates. Lors de sa première saison, il remporte la Supercoupe de la CAF 2017. En 2017-2018, il remporte la Premier Soccer League. Il soulève à nouveau le trophée en 2018-2019. Lors de la saison 2019-2020, il remporte le Telkom Knockout.

### En équipe nationale
Il reçoit sa première sélection en équipe d'Afrique du Sud le 25 mars 2015, en amical contre l'Eswatini (victoire 3-1). 
Il participe ensuite à la Coupe COSAFA 2015. En décembre 2023, il est retenu dans la liste des vingt-sept joueurs sud-africains sélectionnés par Hugo Broos pour disputer la Coupe d'Afrique des nations 2023.

## Palmarès

### Club
- Premier Soccer League
  - Champion : 2017-2018, 2018-2019
  - Vice-champion : 2016-2017[13]
- Coupe d'Afrique du Sud
  - Vainqueur : 2014-2015
- Telkom Knockout
  - Vainqueur : 2019
- MTN 8
  - Finaliste : 2016[14]
- Supercoupe de la CAF
  - Vainqueur : 2017